# Commodiano
Commodiano (in latino Commodianus; fl. III-IV secolo) è stato un poeta romano cristiano, di epoca ed origine incerta, vissuto tra la fine del III secolo e il IV secolo.
Forse nativo di Gaza, poiché in una delle sue Instructiones si qualifica Gaseus; altri lo considerano africano o addirittura gallo.
Nessuno degli antichi ne parla prima di Gennadio (V secolo), che lo cita nel suo De viris illustribus: dice che si convertì dopo la lettura di libri cristiani e che fu millenarista come Tertulliano e Lattanzio. La nostra conoscenza della produzione di questo poeta è relativamente recente: infatti nel 1649 furono ritrovati due libri di Instructiones, mentre nel 1852 il cardinale Pitra scoprì il Carmen apologeticum adversos Iudaeos et Graecos.
Il poeta va situato probabilmente nel III secolo proprio per le similitudini con l'opera di Tertulliano e con il millenarismo che si esprime nelle sue opere, diffuso all'epoca nella provincia.
Tuttavia sono state trovate nelle opere di Commodiano anche consonanze a Cipriano Gallo (V secolo).

## Opere
Delle sue opere due sono giunte a noi e sono:
- Istructiones adversus gentium deos, una raccolta di 80 poesie acrostiche in due libri. Nel I libro il poeta si scaglia violentemente contro i pagani ed i giudei, nel libro II Commodiano impartisce consigli ed istruzioni ai fedeli - da cui il titolo.
- Carmen apologeticum (o de duobus populis), una specie di catechismo in rima, un poema continuo di oltre mille versi. L'opera si apre con una sommaria introduzione alle verità del Cristianesimo e prosegue attaccando i Giudei perché non avevano riconosciuto in Cristo il Signore. Infine Commodiano identifica in Nerone e in un re proveniente dalla Persia i due anticristo destinati a provocare la perdizione di tutta la terra, che verranno puniti per questo da Dio.

## Esempio di poesia acrostica
Ecco un esempio di poesia acrostica da Istructiones adversus gentium deos:
E t fiunt subito tenebrae cum caeli fragore.

S ummittit oculos Dominus, ut terra tremescat,

A cclamat ut et audiant omnes in orbem:

E cce diu tacui sufferens tanto tempore uestra!

C onclamant pariter plangentes sero gementes,

U lulatur, ploratur, nec spatium datur iniquis:

L actanti quid faciet mater, cum ipsa crematur?

I n flamma ignis Dominus iudicabit iniquos:

I ustos autem non tanget ignis, sed immo delinquet.

S ub uno morantur, sed pars in sententia flebit.

T antus erit ardor, ut lapides ipsi liquescant,

I n fulmine coeunt uenti, furit ira caelestis,

U t, quacumque fugit, impius occupetur ab igne;

S uppetium nullum erit, nec nauticae puppes:

F lamma tamen gentes Medi Parthique feruent

I n annis mille, ut feruunt corpora sanctis.

N am inde post annos mille gehennae traduntur,

E t fabrica cuius erant cum ipsa cremantur.»

## Stile e fonti
Benché usi un metro classico come l'esametro, ormai stabilmente assegnato all'epica ed alla poesia didascalica, la sua poesia rifugge dall'eleganza, trascura volutamente le regole metriche del verso quantitativo latino fin quasi a preludure a quello accentuativo moderno, non si sa se per una scelta di distacco dal mondo pagano o per pura e semplice ignoranza.
Le fonti delle informazioni di Commodiano sono la Bibbia, principalmente l'Apocalisse, i profeti ed il libro di Esdra gli oracoli Sibillini, come precedentemente detto, Tertulliano, Minucio Felice, Cipriano e Lattanzio.
Da Terenzio, da Lucrezio, da Orazio, da Cicerone e soprattutto da Virgilio, prende in prestito i modi d'espressione. La sua teologia non è certa; oltre a millenarianismo, sembra professare monarchianesimo e patripassianesimo, due eresie trinitarie.